# Resident Alien
Resident Alien is een Amerikaanse sciencefiction-comedyserie gebaseerd op de gelijknamige comicserie van Dark Horse Comics, gemaakt door schrijver Peter Hogan en tekenaar Steve Parkhouse. Het eerste seizoen ging op 2 april 2021 in première, het tweede op 26 januari 2022 en het derde op 14 februari 2024.

## Verhaal
Een buitenaards wezen reist af naar de aarde met als missie een explosief te plaatsen dat de hele mensheid in één keer moet uitroeien. Vlak voor hij kan landen wordt zijn ruimteschip geraakt door de bliksem, waardoor hij de bom verliest nabij een gletsjer in een besneeuwd dorpje in Colorado. Hij neemt daarom het menselijke uiterlijk aan van dokter Harry Vanderspeigle en neemt zijn intrek in dienst vakantiehuis. Zo wil hij onopvallend op zoek gaan naar zijn verloren apparaat en alsnog zijn missie volbrengen. In het dorpje is echter net een moord gepleegd op de enige dokter die er woont. De inwoners kloppen daarom bij 'Harry' aan voor zijn medische expertise. Hoewel hij veel intelligenter is dan een mens, krijgt hij zo te maken met allerlei gewoontes, omgangsvormen en gevoelens die hem vreemd zijn. Hij raakt desondanks erg gesteld op een aantal inwoners. Daarbij blijkt het jongetje Max Hawthorne een genetische afwijking te hebben, waardoor die - als enige - Harry kan zien als het buitenaardse wezen dat hij is.

## Rolverdeling
| Acteur             | Personage                         |
| ------------------ | --------------------------------- |
| Alan Tudyk         | Harry Vanderspeigle               |
| Sara Tomko         | Asta Twelvetrees                  |
| Alice Wetterlund   | D'Arcy Bloom                      |
| Corey Reynolds     | Sheriff Mike 'Big Black' Thompson |
| Elizabeth Bowen    | Deputy Liv Baker                  |
| Levi Fiehler       | Ben Hawthorne                     |
| Judah Prehn        | Max Hawthorne                     |
| Meredith Garretson | Kate Hawthorne                    |
| Gary Farmer        | Dan Twelvetrees                   |
| Jenna Lamia        | Judy Cooper                       |

## Afleveringen

### Seizoen 1 (2021)
| Nr. | Ep | Titel aflevering               |
| --- | -- | ------------------------------ |
| 1   | 1  | Pilot                          |
| 2   | 2  | Homesick                       |
| 3   | 3  | Secrets                        |
| 4   | 4  | Birds of a Feather             |
| 5   | 5  | Love Language                  |
| 6   | 6  | Sexy Beast                     |
| 7   | 7  | The Green Glow                 |
| 8   | 8  | End of the World as We Know It |
| 9   | 9  | Welcome Aliens                 |
| 10  | 10 | Heroes of Patience             |

### Seizoen 2 (2022)
| Nr. | Ep | Titel aflevering             |
| --- | -- | ---------------------------- |
| 11  | 1  | Old Friends                  |
| 12  | 2  | The Wire                     |
| 13  | 3  | Girls' Night                 |
| 14  | 4  | Radio Harry                  |
| 15  | 5  | Family Day                   |
| 16  | 6  | An Alien in New York         |
| 17  | 7  | Escape from New York         |
| 18  | 8  | Alien Dinner Party           |
| 19  | 9  | Autopsy                      |
| 20  | 10 | The Ghost of Bobby Smallwood |
| 21  | 11 | The Weight                   |
| 22  | 12 | The Alien Within             |
| 23  | 13 | Harry, a Parent              |
| 24  | 14 | Cat and Mouse                |
| 25  | 15 | Best of Enemies              |
| 26  | 16 | I Believe in Aliens          |

### Seizoen 3 (2024)
| Nr. | Ep | Titel aflevering   |
| --- | -- | ------------------ |
| 27  | 1  | Lone Wolf          |
| 28  | 2  | The Upper Hand     |
| 29  | 3  | 141 Seconds        |
| 30  | 4  | Avian Flu          |
| 31  | 5  | Lovebird           |
| 32  | 6  | Bye Bye Birdie     |
| 33  | 7  | Here Comes My Baby |
| 34  | 8  | Homecoming         |